# Johan Stenberg

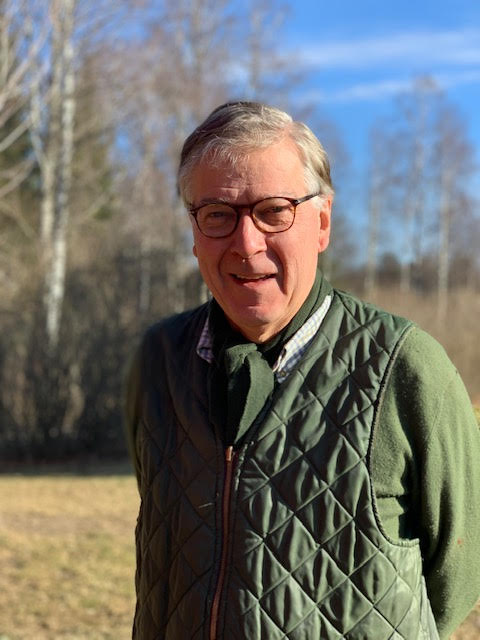
Porträttfoto Johan Stenberg, 2018

Johan Stenberg, född 9 maj 1946, i Stockholm, är styrelseordförande i Franska Skolan. 
Han är sedan 2008 konsul för Republiken Niger
Han har en Fil kand från  Stockholms Universitet 1974 (statskunskap, nationalekonomi, ekonomisk historia, franska)
Johans karriär har i huvudsak varit inom banksektorn som bankdirektör på Handelsbanken (Västeuropa) 1978-1982, utlandschef och medlem av direktionen i Uplandsbanken 1982-1986, sedermera bankdirektör på Nordbanken (Nordea) 1986-1991. Assistent till koncernchefen i Nordbanken, Rune Barnéus 1991 och Hans Dalborg 1992. Därefter chef för branschgrupp och medlem av direktionen för corporate division Nordbanken, Stockholm, 1991-2001.
Han startade sin karriär på Tetra Pak som marknadsassistent, Lund, 1973, Svenska Institutet, Stockholm, 1974, under åren 2002-2004 Senior advisor till Executive Education – Handelshögskolan i Stockholm.
Förutom att vara styrelseordförande i Franska Skolan sedan 1994 är han även styrelseordförande/ledamot i Cartesiusstiftelsen sedan 2000, Alliance Francaise, Timmermansordens Hjälpkommitté sedan 2009, Västafrikanska Kammaren för Handel och Kultur i Sverige sedan 2014-2018, SMLH (Société des Membres de la Légion d´Honneur) Section Suède sedan 2016. Och har varit ledamot i ,Franska Handelskammaren i Sverige, 2001-2016 (2013-2016 ordförande 2001-2013 vice ordförande), Stiftelsen Barnforskningen vid Astrid Lindgrens Barnsjukhus, 2003- 2015 samt Föreningen Nyckelviksskolan 2009 - 2015
Han är sedan 1974 gift med Anna Märta Lundwall, jur kand, fd generaldirektör TLV, och de har två barn tillsammans.

## Utmärkelser
- Officer av Franska Hederslegionen 2017 (riddare 2003)
- Officer av l´Ordre des Palmes Académiques 2001

## Publikationer
”Finansfunktionen i internationellt verksamma företag” (med Christer Uggla), Forum, 1989